# Frans Baert
Frans Baert (Grembergen, 25 november 1925 – Gent, 15 juli 2022) was een Belgisch advocaat en Vlaamsgezind politicus, gedurende enkele decennia van de Volksunie en daarna van Spirit.

## Levensloop
Baert stamde uit een zeer Vlaamsgezinde familie. Hij liep college in Dendermonde en haalde vervolgens aan de Katholieke Universiteit Leuven volgende diploma's: doctor in de rechten, baccalaureaat in de wijsbegeerte, licentiaat in het notariaat en licentiaat in de politieke en diplomatieke wetenschappen. In het academiejaar 1948-1949 was hij preses van het overkoepelende Leuvens Studentencorps.
In 1949 schreef hij als stagiair-advocaat in aan de Balie van Gent. Zijn patroon was mr. Jozef Demeester. Als advocaat specialiseerde hij zich voornamelijk in het erfrecht en in het algemeen het gehele burgerlijk recht. Vanaf 1968 werkte hij als vennoot van de mede door hem opgerichte advocatenassociatie Baert-Van Severen-Vanbiervliet, nadien Frans Baert en Vennoten. Baert was openingsredenaar op de openingsvergadering van de Vlaamse conferentie der balie van Gent in 1956, met een voordracht over 'De goede trouw bij de uitvoering van overeenkomsten'. Hij was voorzitter van de Conferentie van 1965 tot 1967.
Hij was stafhouder van de Gentse Orde van Advocaten van 1979 tot 1981. Sinds 1965 is hij lesgever aan de stageschool van de balie te Gent, waar hij doceert over de structuur van de balie, en over de relaties tussen advocaten onderling. Hij was ook afgevaardigde van zijn balie bij de Internationale Unie van Advocaten (I.U.A.), en van 1965 tot 1985 bestuurslid van de Vlaamse ristenvereniging.
Hij was plaatsvervangend rechter in de rechtbank van eerste aanleg te Gent van 1957 tot 1968. Frans Baert was jarenlang lesgever in burgerlijk recht, strafrecht, sociaal recht en deontologie aan verscheidene hogescholen in Gent, namelijk het Provinciaal Handels- en Taalinstituut, de school voor verpleegkundigen Sinte Geertruid. Hij was rapporteur van belangrijke wetten, aldus onder meer de wet van 14 juli 1976 betreffende de wederzijds rechten en plichten van echtgenoten en de huwelijksvermogensstelsels, de wet van 14 mei 1981 tot wijziging van het erfrecht van de langstlevende echtgenoot. In de Senaat zat hij de werkgroep voor die de wetten voorbereidde van 26 juni 1990 betreffende de bescherming van de persoon van de geesteszieke, en van 18 juli 1991 betreffende de bescherming van de goederen van personen die wegens hun lichaams- of geestestoestand geheel of gedeeltelijk onbekwaam zijn om die te beheren.
Hij nam in november 1990 deel, als afgevaardigde van het Belgische Parlement, aan een Internationaal Symposium georganiseerd door de Commissie voor de Grondwetsherziening van Roemeense Parlement ter voorbereiding van een democratische nieuwe Grondwet voor Roemenië.
Frans Baert werd in 1991 lid van het pas opgerichte Wervingscollege der Magistraten, en bleef dit tot in 2000. Hij is ook mede-oprichter en lid van de redactieraad van de Algemene Practische Rechts-verzameling (A.P.R.). Frans Baert publiceerde over algemene rechtsbeginselen, grondwettelijk recht, burgerlijk recht en gerechtelijk recht, met aandacht voor de rechtsvergelijking.
Hij overleed in Gent op 15 juli 2022.

## Politieke carrière
Baert begon zijn politiek engagement in de Vlaamse Beweging en werd onder meer bestuurslid van de Gentse afdeling van de Vlaamse Volksbeweging. Samen met Frans Van der Elst, Walter Couvreur, Herman Wagemans, Rudi van der Paal, Wim Jorissen, Ludo Sels, en René Proost heeft hij in het café St.-Michiel op de Brusselse Grote Markt op 15 december 1954 de Volksunie opgericht als politieke vleugel van de radicale Vlaamse beweging. In 1968 werd hij door de Volksunie aangeduid als gecoöpteerd senator, wat hij bleef tot in 1971. Hij zetelde in de commissie Justitie van de Senaat en nam tevens deel aan de werkzaamheden van de Groep der 28 die tot het opstellen van een nieuwe grondwet leidde. Hij was hierin een consequent bepleiter van de federalistische visie van de Volksunie.
Van 1971 tot 1987 zetelde hij voor het arrondissement Gent-Eeklo in de Kamer van volksvertegenwoordigers. In de Kamer zetelde Baert in de commissie Buitenlandse Zaken, maar zette hij vooral zijn werkzaamheden omtrent de staatshervorming verder. In 1974 nam hij deel aan de gesprekken over de voorlopige gewestvorming. Hij was ook een groot verdediger van het Egmontpact en hij werkte mee aan de grondwetsherziening van 1980.
Van 1977 tot 1979 en van 1981 tot 1985 was hij voorzitter van de VU-Kamerfractie en in de Kamer was hij eveneens lange tijd voorzitter van de commissie Handels- en Economisch recht. Bovendien was hij ondervoorzitter van de Kamer en secretaris en ondervoorzitter van de commissies voor de Justitie en de Grondwetsherziening. In de periode december 1971-oktober 1980 zetelde hij als gevolg van het toen bestaande dubbelmandaat ook in de Cultuurraad voor de Nederlandse Cultuurgemeenschap, die op 7 december 1971 werd geïnstalleerd. Vanaf 21 oktober 1980 tot december 1987 was hij lid van de Vlaamse Raad, de opvolger van de Cultuurraad en de voorloper van het huidige Vlaams Parlement.
Koning Boudewijn stelde zijn veto bij de benoeming van Frans Baert tot minister van justitie in 1977. De koning vreesde grote moeilijkheden binnen de regering als Baert amnestie, een van de voornaamste programmapunten van de Volksunie, zou doordrukken.
Van 1971 tot 1984 was Frans Baert gemeenteraadslid van Gent. Van 1968 tot 1985 maakte hij deel uit van het partijbestuur van de Volksunie en ook was hij bestuurder bij het Vormingscentrum Lodewijk Dosfel. Bij de verkiezingen van 1987 werd hij niet meer herkozen als volksvertegenwoordiger, waarna hij opnieuw gecoöpteerd werd in de Belgische Senaat. Als ondervoorzitter van de Commissie voor de Herziening van de Grondwet en de Hervorming der Instellingen hield hij zich er opnieuw bezig met de staatshervorming. Zijn parlementaire loopbaan kwam in 1991 ten einde. Hij werd gewaardeerd om zijn grote dossierkennis en de rustige overtuigingskracht die hij in zijn redevoeringen gebruikte. Zijn parlementaire loopbaan was grotendeels gewijd aan de staatshervorming en aan wetgevend werk op juridisch gebied.
Na het uiteenvallen van de Volksunie in 2001, koos Baert voor Spirit.

## Doctrine
Frans Baert is ook de grondlegger van een doctrine (de zogenaamde Baertdoctrine) binnen het Vlaams-nationalisme die gemakshalve naar hem genoemd is. Het houdt een stap-voor-stapstrategie in op weg naar Vlaamse onafhankelijkheid via staatshervormingen. Deze staatshervorming moet aan drie voorwaarden voldoen eer men ermee mag instemmen:
1. het moet een aanzienlijke stap zijn in de richting van meer zelfstandigheid
2. het mag verdere stappen niet onmogelijk maken
3. er mag geen onredelijke prijs voor betaald worden

Vermoed wordt dat deze Baertdoctrine meespeelde toen Geert Lambert in 2005 de stekker uit de onderhandelingen trok over BHV omdat de prijs te hoog was. Ook Bart De Wever van N-VA spreekt in termen van de Baertdoctrine wanneer hij spreekt over het evolueren naar een onafhankelijk Vlaanderen. Geert Bourgeois, eveneens N-VA, stelde in De Standaard van 19 juni 2010 dat de Baertdoctrine is vernoemd naar Koen Baert, voormalig bestuurder van het IJzerbedevaartcomité, en niet naar Frans Baert. In een interview door Christophe Deborsu naar aanleiding van een reportage op RTBF1 ('Questions à la Une', dd. 1 september 2010) stelt Baert zeer duidelijk dat de Baertdoctrine van zijn hand is. Dit werd later in een Radio 1-interview ('De ochtend', 3 maart 2011) nogmaals door hem bevestigd.